# Hardee County
Das Hardee County ist ein County im Bundesstaat Florida der Vereinigten Staaten. Der Verwaltungssitz (County Seat) ist Wauchula.

## Geschichte
Das Hardee County wurde am 23. April 1921 aus Teilen des DeSoto County gebildet und nach Cary A. Hardee benannt, dem Gouverneur von Florida von 1921 bis 1925.

## Geographie
Das County hat eine Fläche von 1653 Quadratkilometern, wovon drei Quadratkilometer Wasserfläche sind. Es grenzt im Uhrzeigersinn an folgende Countys: Polk County, Highlands County, DeSoto County, Manatee County und Hillsborough County.

## Demografische Daten
Nach der Volkszählung im Jahr 2010 lebten im Hardee County 27.731 Menschen in 9.742 Haushalten. Die Bevölkerungsdichte betrug 16,8 Einwohner pro Quadratkilometer. Ethnisch betrachtet setzte sich die Bevölkerung zusammen aus 72,0 % Weißen, 7,0 % Afroamerikanern, 0,6 % Indianern und 1,1 % Asian Americans. 17,1 % waren Angehörige anderer Ethnien und 2,0 % verschiedener Ethnien. 42,9 % der Bevölkerung bestand aus Hispanics oder Latinos.
Im Jahr 2010 lebten in 41,3 % aller Haushalte Kinder unter 18 Jahren sowie 29,5 % aller Haushalte Personen mit mindestens 65 Jahren. 74,9 % der Haushalte waren Familienhaushalte (bestehend aus verheirateten Paaren mit oder ohne Nachkommen bzw. einem Elternteil mit Nachkomme). Die durchschnittliche Größe eines Haushalts lag bei 3,12 Personen und die durchschnittliche Familiengröße bei 3,52 Personen.
31,1 % der Bevölkerung waren jünger als 20 Jahre, 28,9 % waren 20 bis 39 Jahre alt, 23,5 % waren 40 bis 59 Jahre alt und 17,5 % waren mindestens 60 Jahre alt. Das mittlere Alter betrug 33 Jahre. 53,6 % der Bevölkerung waren männlich und 46,4 % weiblich.
Das jährliche Durchschnittseinkommen eines Haushalts betrug 36.115 USD, dabei lebten 29,7 % der Bevölkerung unter der Armutsgrenze.
Im Jahr 2010 war englisch die Muttersprache von 59,73 % der Bevölkerung, spanisch sprachen 37,36 % und 2,91 % hatten eine andere Muttersprache.

## Kultur und Sehenswürdigkeiten

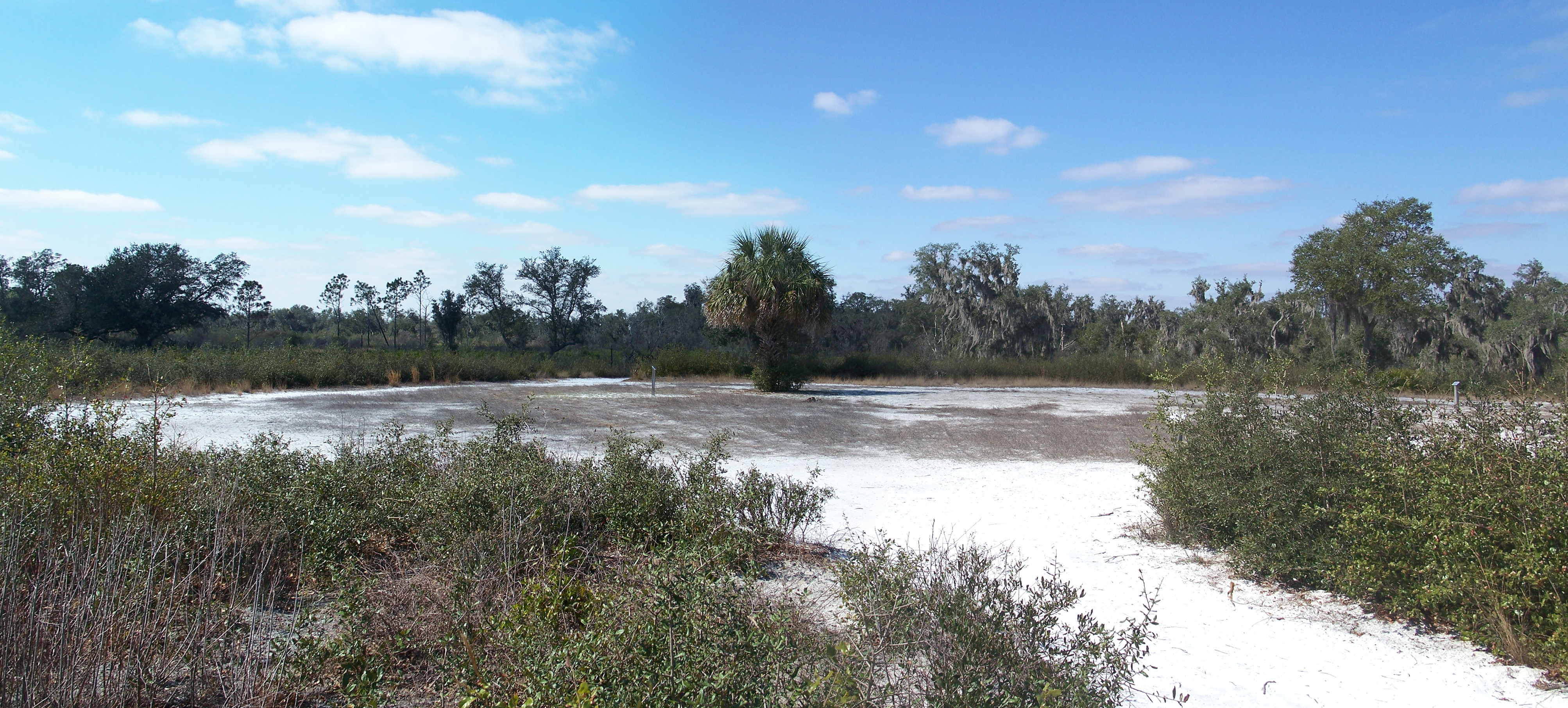
Payne’s Creek Massacre–Fort Chokonikla Site (2010). An dieser Stätte, die heute in einem State Park liegt, stand ein Handelsposten, der 1849 von Seminolen überfallen und niedergebrannt wurde. Drei Monate später wurde in unmittelbarer Nähe als Reaktion Fort Chokonikla errichtet. Die militärische Liegenschaft wurde bald aufgegeben, weil ein Großteil der Besatzung an Malaria erkrankte und starb. Die Stätte wurde im November 1978 als erstes Objekt im Hardee County in das NRHP eingetragen.

Drei Bauwerke, Stätten und Historic Districts („historische Bezirke“) im Hardee County sind im National Register of Historic Places („Nationales Verzeichnis historischer Orte“; NRHP) eingetragen (Stand 19. Januar 2023), das Albert Carlton Estate, der Downtown Wauchula Historic District und die Payne’s Creek Massacre–Fort Chokonikla Site.

## Orte im Hardee County
Orte im Hardee County mit Einwohnerzahlen der Volkszählung von 2010:
Cities:
- Bowling Green – 2.930 Einwohner
- Wauchula (County Seat) – 5.001 Einwohner

Town:
- Zolfo Springs – 1.827 Einwohner

Census-designated places:
- Fort Green – 101 Einwohner
- Fort Green Springs – 231 Einwohner
- Gardner – 463 Einwohner
- Lemon Grove – 657 Einwohner
- Limestone – 132 Einwohner
- Ona – 314 Einwohner